# 1846
Évszázadok: 18. század – 19. század – 20. század
Évtizedek: 1790-es évek – 1800-as évek – 1810-es évek – 1820-as évek – 1830-as évek – 1840-es évek – 1850-es évek – 1860-as évek – 1870-es évek – 1880-as évek – 1890-es évek
Évek: 1841 – 1842 – 1843 – 1844 –  1845 – 1846 – 1847 – 1848 – 1849 – 1850 – 1851

## Események

### Határozott dátumú események
- február 18. – Kezdetét veszi a galíciai parasztság felkelése.[1] Az osztrák kormányzat arra használja a felkelést, hogy megtizedelje a Habsburg Birodalomtól való elszakadást tervező lengyel nemességet.
- június 16. – IX. Pius pápa megválasztása.[2]
- augusztus 10. Washingtonban megalakul a Smithsonian Intézet, a világ egyik legelső nemzeti múzeuma.[3]
- szeptember 21. – Balatonfüreden  a „Balaton Gőzhajózási Társaság” vízre bocsátja a „Kisfaludy” nevű gőzöst.[4]
- október 10. – II. Izabella spanyol királynő feleségül megy elsőfokú unokatestvéréhez, Bourbon Ferenc Mária Ferdinánd cádizi herceghez.[5]
- október 18. –  Balatonkenesén, a mai Széchenyi park területén kötött ki első, Balatonfüred és Kenese közötti útján az első balatoni hajó, a Kisfaludy.[6] A hajón Kenesére érkező Széchenyi István ekkor avatta fel a Clark Ádám által tervezett, fából épített kikötőt.
- november 5. – Bemutatják Robert Schumann 2. szimfóniáját a lipcsei Gewandhaus-ban, Mendelssohn vezényletével.[7]
- november 12. – Megalakul a Konzervatív Párt,[8] melynek programját Dessewffy Emil és Szécsen Antal vezetésével fogalmazzák meg.

### Határozatlan dátumú események
- az év folyamán –
  - Magyarországon, Ausztriában és Belgiumban megépülnek az első távíróvonalak.[9]
  - A mexikói–amerikai háború.

## Az év témái

### 1846 a tudományban
- szeptember 23. – Johann Gottfried Galle német csillagász elsőként észleli a Neptunusz bolygót.[10]
- októmber 16. – William Morton fogorvos elsőként használ étert egy nyilvánosság előtt végzett műtétnél.[11]
- november 4. – Benjamin Palmer szabadalmaztatja a műlábat.[12]

### 1846 a vasúti közlekedésben
- július 15. - Megnyitják Pest és Vác között Magyarország első vasútvonalát.[8]

## Születések
- ismeretlen időpontban – Dósa Géza festőművész († 1871)
- március 7. – Pasteiner Gyula művészettörténész, műkritikus, az MTA tagja († 1924)
- május 5. – Henryk Sienkiewicz 19. századi lengyel regényíró, irodalmi Nobel-díjas († 1916)
- május 25. – Naim Frashëri albán költő, író, műfordító, az „albán Petőfi” († 1900)
- július 12. – Szekrényessy Kálmán dzsidáskapitány, a Balaton és a Boden-tó első átúszója, az első magyar sportlap-alapító, több sportág hazai meghonosítója, a Magyar Testgyakorlók Köre (MTK) és számos sportklub alapítója, dísztagja és elnöke († 1923).
- július 18. – Antti Jalava finn tanár, író, irodalomtörténész, nyelvész, műfordító, az MTA levelező tagja († 1909)
- július 30. – Paál László festő († 1879)
- augusztus 30. – Kresz Géza orvos († 1901)
- szeptember 30. – Carl Schuch osztrák festő († 1903)
- október 14. – Schickedanz Albert műépítész, festő († 1915).
- november 3. – Bruck Lajos festőművész († 1910)
- november 7. – Ballagi László jogászhallgató, író. Ballagi Mór fia († 1867)

## Halálozások
- február 10. – Vajda Péter költő, pedagógus és természettudós (* 1808)
- február 19. – Kis János, evangélikus lelkész, szuperintendens, költő, műfordító, a Magyar Tudományos Akadémia tagja (* 1770)
- április 8. – Vásárhelyi Pál, vízépítő mérnök, a Tisza szabályozásának tervezőmérnöke (* 1795)
- április 18. – Jankovich Miklós könyv-, régiség- és műgyűjtő, történész, az MTA tagja (* 1772)
- június 1. – XVI. Gergely pápa (* 1765)[13]
- június 13. – Horvát István történész, nyelvész (* 1784)
- július 25. – I. Lajos holland király, francia katona, I. Napóleon francia császár fivére, 1806 és 1810 között Hollandia királya, III. Napóleon császár apja (* 1778)
- november 30. - Friedrich List német közgazdász (* 1789)